# Gymnopilus avellanus
Gymnopilus avellanus là một loài nấm thuộc họ Cortinariaceae.